# Vicia amoena
Vicia amoena är en ärtväxtart som beskrevs av Fisch.. Vicia amoena ingår i släktet vickrar, och familjen ärtväxter. IUCN kategoriserar arten globalt som livskraftig.

## Underarter
Arten delas in i följande underarter:
- V. a. amoena
- V. a. sericea